# WarMUX

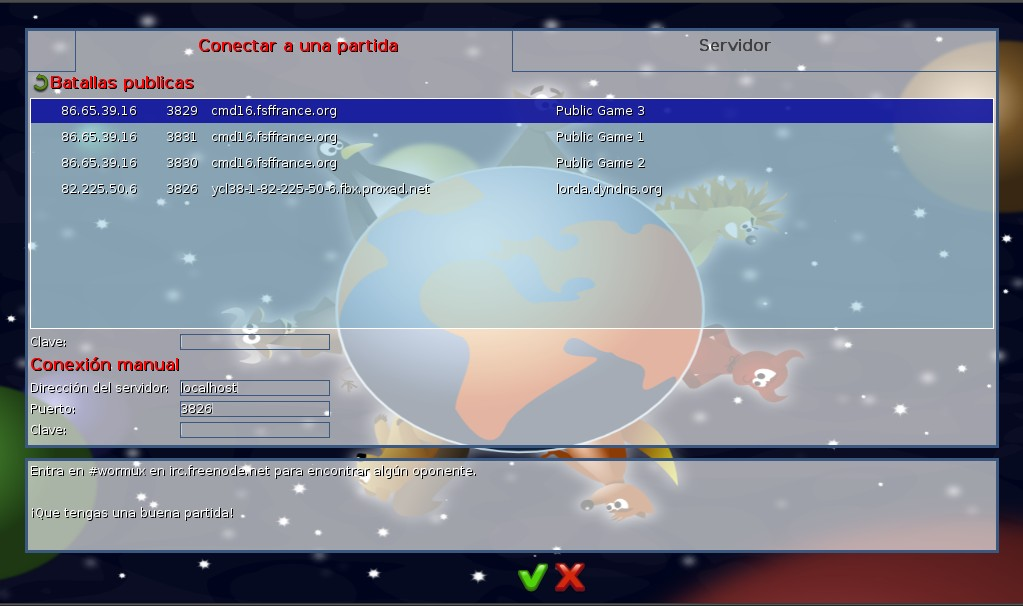
Partidas en línea.

WarMUX o Wormux es un videojuego libre y de código abierto, clon del juego clásico Worms, distribuido bajo los términos de la Licencia Pública General de GNU. Hecho con SDL, el juego es multiplataforma, disponible para Windows y los sistemas Unix (incluyendo Linux, FreeBSD, Android, Maemo y Mac OS X). El proyecto fue iniciado en diciembre de 2002 por el francés Lawrence Azzoug Moy. La versión final que es la 11.04.1, fue lanzada el 30 de abril de 2011. El juego se había vuelto un poco popular (sobre todo en Francia) y recibió buenas críticas por revistas especializadas en el área de juegos de software libre. Pero desafortunadamente; el proyecto fue cancelado en septiembre del 2011 debido a la renuncia de los programadores y la poca popularidad que tenía, lo que originó el fin del proyecto y en junio del 2012 cerró formalmente la página Web oficial del juego. Aunque aún se puede descargar el juego de otros servidores de internet (a excepción de los equipos y mapas adicionales que se encontraban exclusivamente en la página web de WarMUX). Los equipos son las mascotas de los distintos proyectos de software libre como: GNU, Linux, FreeBSD, KDE, GIMP, OpenOffice.org, Firefox, Thunderbird, Hexley, SNORT, SUSE Linux, Pidgin, Postfix, Workrave, PHP, NuFW, SPIP y Bugzilla. De igual manera, a partir de la versión 11.01 se agregaron 2 nuevos equipos que hacen honor a Depredador y Godzilla También varios jugadores pueden jugar, cada uno usando un equipo. El juego puede jugarse vía internet, como muchos otros juegos, siempre y cuando ambos jugadores estén usando la misma versión (no se puede jugar, sí un jugador tiene la versión anterior del juego, sí otro tiene una versión más actualizada). Existen 2 modos de juego:
- Modo Privado: cuando el usuario busca otros usuarios para que se una a ellos, usando el servidor y el puerto de ese jugador.
- Modo Público: cuando el usuario propone que juegue una partida con otros, usando su propio servidor de internet.

Los juegos vía En línea, están disponibles desde la versión 0.8beta1.(ya no sirven los servidores)
Desde la versión 0.9.0, ya está disponible la Inteligencia Artificial, esto significa que ahora uno podrá jugar contra la computadora (CPU Player).
A partir de la versión 11.01 (lanzada en noviembre de 2010), el nombre de Wormux fue renombrado WarMUX, esto debido a que el nombre de "Wormux" era en homenaje al juego popular Worms. Los programadores decidieron cambiar el nombre para evitar la confusión con el juego original.

## Equipos
- Equipo Firefox. Es un equipo de zorros. (En homenaje a Firefox, el navegador web).
- Equipo GNU. Es un equipo de ñus. (En homenaje a GNU, el sistema operativo).
- Equipo Hexley. Es un equipo de ornitorrincos. (En homenaje a Hexley, la Interfaz para Sistemas Operativos migrables basados en UNIX, más conocido como POSIX).
- Equipo Konqi. Es un equipo de dragoncitos verdes. (En homenaje a KDE, el entorno de escritorio de trabajo para Unix).
- Equipo Nupik. Es un equipo de erizos. (En homenaje a NuFW, el cortafuegos).
- Equipo OOo. Es un equipo de gaviotas. (En homenaje a Openoffice.org, un suite ofimática gratuito).
- Equipo PHP. Es un equipo de elefantes. (En homenaje a PHP, el lenguaje de programación interpretado).
- Equipo Postfix. Es un equipo de ratas. (En homenaje a Postfix, el agente de transporte de correo.
- Equipo Pidgin. Es un equipo de palomas rosas. (En homenaje a Pidgin, el cliente de mensajería instantánea)
- Equipo Snort. Es un equipo de cerdos. (En homenaje a Snort, el sistema de detección de intrusos).
- Equipo Spip. Es un equipo de ardillas. (En homenaje a SPIP, el sistema de gestión de contenidos).
- Equipo SuSe. Es un equipo de iguanas. (En homenaje a SUSE Linux, el sistema operativo de GNU/Linux).
- Equipo Thunderbird. Es un equipo de águilas azules. (En homenaje a Mozilla Thunderbird, el cliente de correo electrónico de Mozilla).
- Equipo Tux. Es un equipo de pingüinos. (En homenaje a la mascota del kernel Linux).
- Equipo Wilber. Es un equipo de coyotes o como dice su creador Gimps. (En homenaje a GIMP, el programa de edición de imágenes).
- Equipo Workrave. Es un equipo de ovejas. (En homenaje a Workrave, un programa para manejar las horas frente al ordenador).
- Equipo Beastie. Es un equipo de demonios. (En homenaje a Berkeley Software Distribution, un programa para identificar los sistemas operativos de Unix).
- Equipo Bugzilla. Es un equipo de insectos. (En homenaje a Bugzilla, el programa de sistema de seguimiento de errores, a través de la Web).
- Equipo Predator. Es un equipo de depredadores. (En homenaje a Depredador, la criatura alienígena de ciencia ficción).
- Equipo Godzilla. Es un equipo de godzillas. (En homenaje a Godzilla, el monstruo japonés ficticio).

## Modo de juego

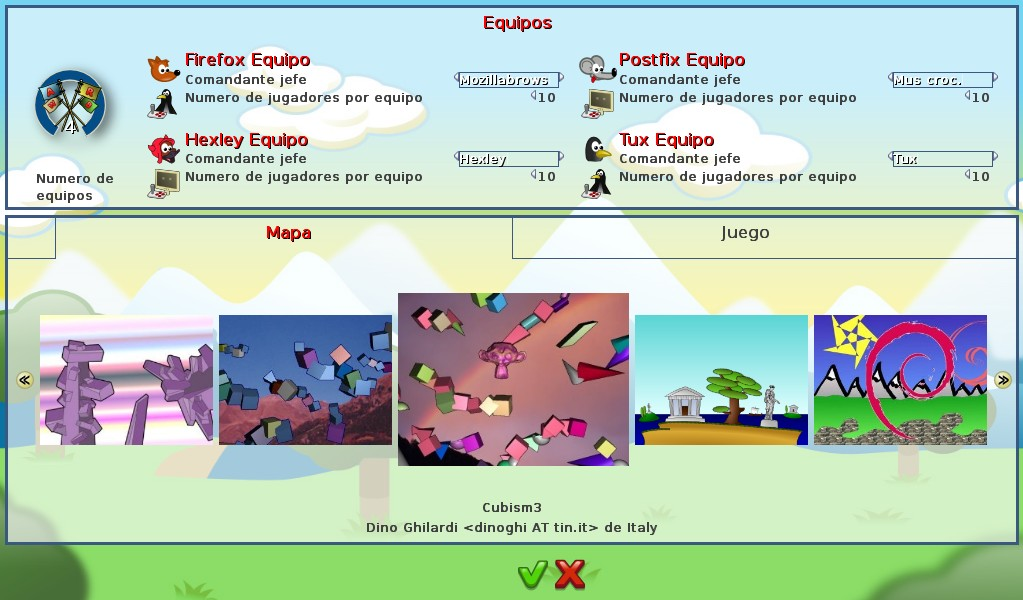
Opciones de modificación del juego.

El objetivo de este juego es eliminar a todos los individuos del equipo contrario mediante armas o apoyándose en herramientas en un tiempo limitado (sí el juego sobrepasa el límite de tiempo, se le restará puntos de vida por cada turno de cada personaje), aunque de igual manera puede el jugador acabar con miembros de su propio equipo. A partir de la versión 11.01, ahora se pueden utilizar hasta 8 equipos y entre 1 y 10 integrantes cada equipo. Hay tres tipos de juego: el clásico; el blitz y el ilimitado. Aunque el jugador también puede cambiar el tiempo de la muerte súbita; la energía máxima e inicial; la gravedad; el tiempo del turno de cada personaje; el cambio de turno; y la cantidad de deceso de puntos de vida en la muerte súbita, creando así su propio estilo del modo de juego. También uno puede elegir si desea jugar con uno mismo o contra la computadora.

## Armas

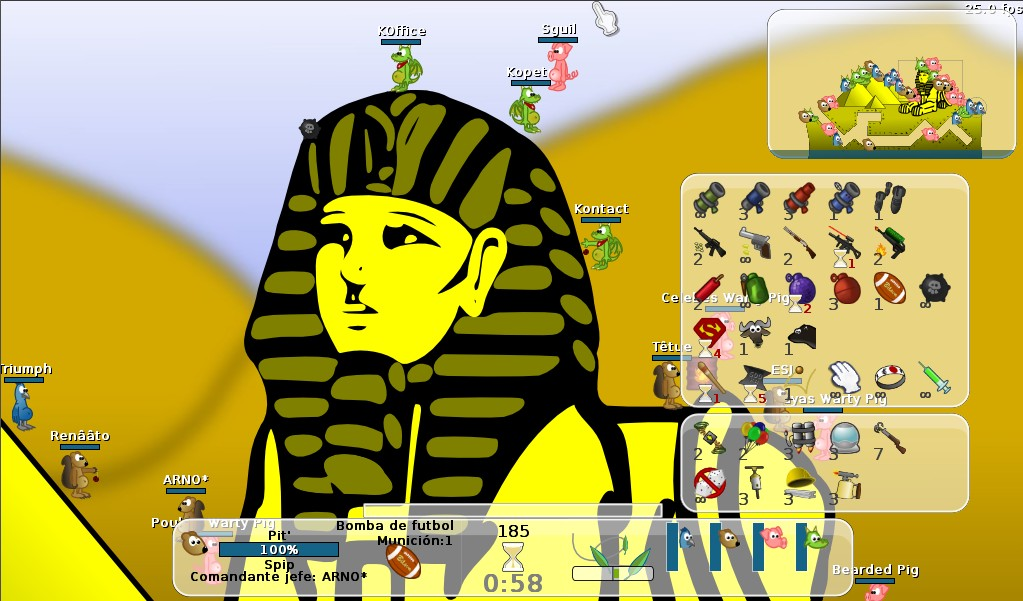
Partida de 4 equipos.

Hay un total de 26 armas. Algunas armas tienen límite de uso en cada partida (como la metralleta, la dinamita, el yunque, el ataque aéreo, etc.) pero se puede aumentar la capacidad de uso, tomando las cajas que caen del cielo, al igual que caen cajas de salud o botiquines. Las armas son:
Nivel de potencia de cada arma.
| Leyenda del color:                          |
| ------------------------------------------- |
| El arma más inútil del juego                |
| Arma que provoca un escaso daño             |
| Arma que causa poco daño                    |
| Arma que provoca un daño mediano            |
| Arma que causa un alto nivel de daño        |
| Arma letal                                  |
| Las más poderosas y peligrosas de las armas |

| Arma:                    | Descripción: | Capacidad de daño: | Tiempo de explosión                                                               | Desventaja(s): | Límite de uso en la partida: | Nivel de peligrosidad: |
| ------------------------ | --- | --- | --------------------------------------------------------------------------------- | --- | ---------------------------- | ---------------------- |
| Bazooka                  | Es la bazooka estándar. | 35-70. | Hasta que colisione.                                                              | Con la gravedad alta, no puede llegar demasiado lejos y también puedes dañar a tus compañeros de equipo. | Ilimitado.                   | 3/5                    |
| Bazooka "roja"           | Tiene varias funciones: puede mandar a volar muy lejos al enemigo, sin causarle daño alguno. Otra función sí es lanzado el misil al aire, explotará en un tiempo límite y soltará fragmentos que puede causar daño (dependiendo si caen en conjunto o separados los fragmentos) y por último puede mandar a volar muy lejos a varios personajes.                                                                            | 0-90 | 1 segundo o hasta que colisione el misil                                          | Puedes provocar daño a los compañeros de tu equipo. | 3                            | 4/5                    |
| Bazooka antidisturbio    | Sirve solamente para crear enormes agujeros en el campo de batalla. Ideal para hacer caer a los enemigos desde grandes alturas, o al precipicio o agua. | 0. | Hasta que colisione.                                                              | No provoca daño alguno al enemigo directamente. | 3                            | 1/5                    |
| Bazooka automática       | Igual que la primera, solamente que puede rastrear al enemigo. | 35-75 | 1 segundo o hasta que colisione con el objetivo                                   | Es recomendable utilizarla en grandes espacios abiertos. | 1                            | 4/5                    |
| Ataque aéreo             | Un avión lanza entre 2 y 7 misiles con gran poder destructivo. Puede matar al enemigo. | 15-80 | Inmediato.                                                                        | Algunas veces, los enemigos se encuentran en zanjas o en la parte más baja del escenario, que algunas veces suele ser inútil este ataque, también puedes dañar a miembros de tu equipo. | 1                            | 4/5                    |
| Metralleta               | Dispara 10 tiros, su ráfaga es fantástica. | 5-50 | Inmediata                                                                         | Se recomienda usarla a poca distancia, debido a que las balas no van en trayectoria recta. | 2                            | 3/5                    |
| Pistola                  | Dispara 2 tiros. | Cada tiro provoca 25 puntos de daño. Así que causa entre 25 y 50 puntos de daño. | Inmediato                                                                         | Al igual que la metralleta, sí no es preciso al momento de disparar, puede ser un desperdicio. Se recomienda usarla en un rango cercano. | Ilimitado.                   | 2/5                    |
| Escopeta                 | Dispara 2 potentes disparos que mueven levemente al enemigo e igual crea pequeños agujeros en el terreno. | 10-80. | Inmediato                                                                         | Al igual que las anteriores, sí no da en el blanco, será un desperdicio. También se recomienda usar esta arma en un rango cercano. | 2                            | 4/5                    |
| Rifle de francotirador   | Su nombre lo dice, posee mira láser que dispara 1 potente tiro. | 75 puntos. | Inmediato.                                                                        | Ninguna. | 1                            | 5/5                    |
| Súper Francotirador      | Similar al rifle de francotirador normal, con una mira láser más extensa. Provoca menos daño pero dispara un potente tiro que atraviesa a los personajes, cajas de provisiones, de salud y barriles rojos. Se recomienda utilizar esta arma cuando haya enemigos en línea recta. | 50 puntos. | Inmediato.                                                                        | Ninguna. | 1                            | 5/5                    |
| Lanza llamas             | Su nombre lo indica, lanza 25 tiros de llamas. | Cada tiro resta 3 puntos de vida. Resta entre 3 y 75 puntos de vida. | Inmediato.                                                                        | Es de corto alcance. Se aconseja usarla en un rango cercano. | 2                            | 4/5                    |
| Dinamita                 | Un potente explosivo que causa un grave daño al enemigo; crea enormes agujeros en el terreno y puede mandar a volar muy lejos al enemigo. | Entre 35 y 85 puntos. | 3 segundos.                                                                       | No se puede lanzar lejos, además de que sí el jugador que lo utiliza no se aleja rápidamente, también puede provocarse daño. | 2                            | 5/5                    |
| Granada                  | Es una granada común. | Entre 10 y 45 puntos. | 3 segundos.                                                                       | Al igual que las bazookas, sí la gravedad es alta, no puede lanzarse lejos al enemigo. | Ilimitado.                   | 3/5                    |
| Granada disco            | La más poderosa de las granadas, crea un enorme hoyo en el campo de batalla; puede mandar a volar lejos a varios personajes y provocarles un gran daño. Similar a la dinamita. | Entre 45 y 85 puntos. | 5 segundos.                                                                       | Las mismas desventajas de la dinamita, la única diferencia es que está sí se puede lanzar lejos. | 1                            | *6/5                   |
| Granada de fragmentación | Se rompe en pedazos de metal ardiente, que pueden restar en conjunto varios puntos de vida. | Entre 10 y 100 puntos. | 3 segundos.                                                                       | Si no se usa adecuadamente, algunas veces no puedes dañar al enemigo o dañándote o dañando a miembros de tu equipo. | 3                            | 4/5                    |
| Bomba de fútbol          | La más poderosa y peligrosa de las armas, ya que al lanzarla y sí golpea al enemigo, puede provocar daño al enemigo, al momento de la explosión se desfragmenta en 3 balones y luego; cuando vuelven a explotar los balones y cada uno se desfragmenta en 2 balones más que igualmente estallan, provocando que dañe de gravedad, incluso elimine a varios personajes. También destruye una gigantesca parte del escenario. | Al momento de lanzarlo (dependiendo que tan potente haya sido el lanzamiento) puede provocar hasta 75 puntos de daño; al momento de la explosión resta entre 45 y 60 puntos de vida cada balón. En términos generales, termina restando entre 40 y 200 puntos (algunos casos aún más) de vida. | 3 segundos cada balón.                                                            | Hay varias: debido a qué es una bomba de desfragmentación y, como lo dice su nombre, los balones pueden rebotar a otros lugares, incluso al precipicio o al agua, también sí no se aleja rápidamente él que lo utiliza, uno de los balones puede rebotar y golpearlo, por último puede también dañar o aniquilar a miembros de su propio equipo. Se recomienda lanzarla en un lugar cerrado lleno de enemigos. | 1                            | *7/5                   |
| Mina                     | Como lo indica su nombre, al inicio de las partidas hay algunas instaladas en ciertas partes del escenario de batalla, también los jugadores pueden poner minas en el campo de pelea. | Entre 10 y 45 puntos. | Inmediato.                                                                        | En algunas ocasiones las minas no se activan. | Ilimitado.                   | 3/5                    |
| Super lanzador Tux       | Lanza un Tux volador radiocontrolable. | Entre 25 y 100 puntos. | 10 segundos o hasta que colisione o el jugador lo haga explotar de manera manual. | Es difícil de controlar y sí no se lanza en un espacio abierto, explota inmediatamente provocando que dañe de gravedad o aniquile al personaje que lo utilice. | 1                            | 5/5                    |
| Lanzador Gnu             | Lanza un ñu que salta por el terreno. Es una bomba de tiempo. | Entre 35 y 70 puntos. | 5 segundos o hasta que el jugador lo explote manualmente.                         | Debido a que rebota mucho, es difícil predecir a donde rebotará el ñu y puedes terminar dañándote o perjudicando a miembros de tu equipo. | 1                            | 5/5                    |
| Lanzador Mofeta          | Lanza una mofeta con un efecto menor al lanzador GNU y, si las burbujas verdes que suelta el lanzador mofeta tocan al individuo, también resta puntos de vida. | La explosión provoca entre 15 y 40 puntos de daño, si las burbujas tocan a un individuo, causará que se resten 5 puntos de vida al enemigo cada turno. | Igual que el lanzador GNU.                                                        | Es muy complicado predecir hacia donde avanzará el lanzador mofeta, no hay que olvidarse que dependiendo del viento en ese momento del juego, las burbujas pueden tocar a muchos personajes, incluso al que lo utiliza y miembros de su equipo. | 1                            | 4/5                    |
| Bat de béisbol           | Sirve solamente para mandar a volar muy lejos al enemigo. Ideal si el contrincante está cerca del precipicio o el agua. | Ninguno. | No provoca ningún daño directamente.                                              | Inmediato. | 2                            | 2/5                    |
| Yunque                   | Un yunque gigante cae del cielo y destruye instantáneamente al o los individuos que se encuentra abajo. Dado el caso que el personaje tenga mucha salud, restará bastantes puntos de vida. | 200 puntos. | Inmediato.                                                                        | Se recomienda utilizarlo en un lugar donde arriba haya demasiado espacio y sea la parte alta del escenario, ya que sí hay una pequeña parte de la estructura del campo de batalla, el yunque se atorará y no hará daño alguno. Sí la gravedad es baja, puede que no mate a todos los personajes que estén abajo del yunque.                                                                                    | 1                            | *6/5                   |
| BounceBall               | Una especie de pelota de metal pesada, que rebota en las paredes y crea una mediana explosión en un determinado de tiempo o hasta que toque a un personaje. | Entre 20 y 45 puntos. | 10 segundos o hasta que haga contacto con un personaje.                           | Es muy difícil de lanzar. | 1                            | 3/5                    |
| Suicido o kamikaze       | Su nombre lo dice, mata al que lo efectúa y crea una explosion. | Entre 35 y 50 puntos. | 3 segundos.                                                                       | Es obvia la desventaja, se aconseja utilizarla cuando el personaje tiene poca salud y hay varios enemigos alrededor de su entorno. | Ilimitado.                   | 4/5                    |
| Manotazo                 | Su nombre lo indica. | Entre 0 y 10 puntos de daño. | Inmediato.                                                                        | El arma más inútil del juego. | Ilimitado.                   | -2/5                   |
| Jeringa                  | Inyecta una especie de virus que resta puntos de vida cada turno al afectado. | Resta 10 puntos de vida cada turno. | Inmediato.                                                                        | Tambien te puede envenenar. | Ilimitado.                   | 2/5                    |

También durante la partida, aparecen unos barriles rojos explosivos, los cuales son útiles para causar un daño muy alto, incluso hasta matar al o los personajes del equipo enemigo. También las cajas de provisiones suelen tener trampas explosivas que causan un daño entre 35 y 75 puntos. A veces, si el jugador lo desea, puede utilizar las cajas de provisiones o de salud para causar un daño igual al de los barriles rojos explosivos.

## Herramientas
Las herramientas sirven para ayudar a moverse a través del escenario o salir de ciertos lugares, si es que se está atrapado. Son 9 herramientas y son:
Nivel de utilidad de las armas.
| Leyenda del color:               |
| -------------------------------- |
| Herramienta inútil               |
| Herramienta útil c/ desventajas  |
| Herramienta útil sin desventajas |

| Herramienta         | Descripción:                                                                                        | Desventaja(s): | Límite de uso en la partida: |
| ------------------- | --------------------------------------------------------------------------------------------------- | --- | ---------------------------- |
| Teletransportación  | El jugador puede señalar al lugar donde quiera que su personaje sea teletransportado.               | Pierdes el turno despues de teletransportarte. | 2                            |
| Perder turno        | Te puedes saltar tu turno antes de tiempo.                                                          | Ninguna. | Ilimitado.                   |
| Paracaídas          | Su nombre lo indica.                                                                                | En algunas ocasiones, dependiendo del viento puede desviar a los personajes a precipicios o al agua, también sí se aterriza levemente en una parte del escenario se desperdiciará el paracaídas. | 2                            |
| Martillo taladrador | Te abres por el escenario hacia abajo.                                                              | Ninguna. | 3                            |
| JetPack             | Sirve para volar rápidamente por el campo de batalla.                                               | No puedes atacar sí usas el JetPack, además de que nada más lo puedes usar por un tiempo limitado, después caerás precipitadamente al suelo, provocando que pierdas puntos de vida o mueras.     | 3                            |
| Construir           | Construye una viga de construcción. Ideal para protegerse de ataques o bloquear el paso al enemigo. | Ninguna. | 3                            |
| Baja gravedad       | Es útil para dar enormes saltos o disminuir el impacto de una caída alta.                           | Ninguna. | 3                            |
| Soplete             | Te abres paso quemando el escenario en diagonal o horizontal                                        | Ninguna. | 3                            |
| "Agarre"            | Sirve para escalar.                                                                                 | Algunas veces la cadena se atora en ciertas partes del escenario, que puede terminar siendo inútil esta herramienta.                                                                             | 7                            |

## Características extras

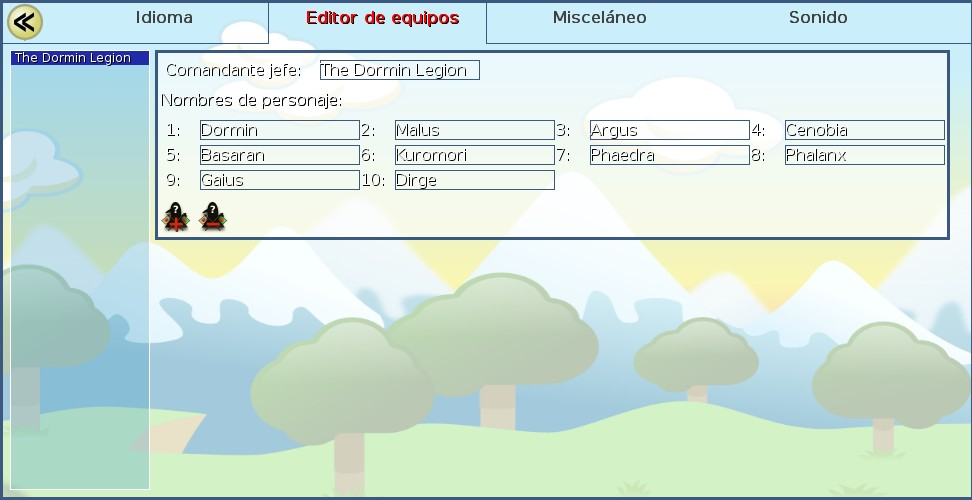
Editor de equipos.

Algunas características más que tiene el juego Wormux son: la variedad que tiene de idiomas este juego como: español, inglés, francés, italiano, alemán, chino mandarín, japonés, catalán, coreano, griego, ruso, etc. y otra de sus particularidades es que uno puede editar los nombres de su propio equipo. El 30 de abril del 2011, los desarrolladores de Wormux, habían puesto a disposición el 5.º pack de mapas (arenas de batalla) y el 1.er pack de equipos (que incluye a los equipos OOo, Nupik, Predator y Godzilla) para instalar en todas las versiones del juego del sistema operativo Windows y solamente para las versiones 0.8 and upper; 0.7.x y; 0.8betax para los sistemas operativos de Linux, Mac Os X y FreeBSD. Aunque con el cierre de la página, ya no es posible descargarlos. Otro dato es que Warmux es clon de Hedgewars y de worms, ya que este se asemeja a los graficos de Hedgewars.